# マルモール＝シュル＝コレーズ
マルモール＝シュル＝コレーズ （Malemort-sur-Corrèze、オック語:Mala Mòrt）は、フランス、ヌーヴェル＝アキテーヌ地域圏、コレーズ県の旧コミューン。県内ではブリーヴ＝ラ＝ガイヤルド、チュール、ユセルに次ぐ第4位の人口をもつ。2016年1月1日、ヴナルサルと合併し、コミューン・ヌーヴェル（fr）のマルモールとなった。

## 地理
ブリーヴ＝ラ＝ガイヤルドと接しており、コレーズ川がコミューン内を横切る。コレーズ左岸にはロワル川が、右岸にはクーズ川が合流する。

## 歴史
1177年4月21日、イングランド王リチャード獅子心王によって解雇されてしまった傭兵たちが、マルモールの住民たちから虐殺された。
1180年、マルモール城はイングランド側の傭兵メルカディエ（fr）が率いるブラバンソン傭兵（fr）によって攻略された。

## 人口統計
| 1962年 | 1968年 | 1975年 | 1982年 | 1990年 | 1999年 | 2006年 | 2011年 |
| ------ | ------ | ------ | ------ | ------ | ------ | ------ | ------ |
| 2354   | 3062   | 4706   | 6020   | 6484   | 6535   | 6929   | 7668   |

参照元:1999年までEHESS、2004年以降INSEE